# Caryomene glaucescens
Caryomene glaucescens är en tvåhjärtbladig växtart som först beskrevs av Harold Norman Moldenke, och fick sitt nu gällande namn av Rupert Charles Barneby och Krukoff. Caryomene glaucescens ingår i släktet Caryomene och familjen Menispermaceae. Inga underarter finns listade i Catalogue of Life.